# Алворада-ду-Норти
Алворада-ду-Норти (порт. Alvorada do Norte) — муниципалитет в Бразилии, входит в штат Гояс. Составная часть мезорегиона Восток штата Гойяс. Входит в экономико-статистический микрорегион Ван-ду-Паранан. Население составляет 7685 человек на 2006 год. Занимает площадь 1259,495 км². Плотность населения — 6,1 чел./км².

## Статистика
- Валовой внутренний продукт на 2003 год составляет 28 839 007,00 реалов (данные: Бразильский институт географии и статистики).
- Валовой внутренний продукт на душу населения на 2003 год составляет 3780,68 реалов (данные: Бразильский институт географии и статистики).
- Индекс развития человеческого потенциала на 2000 год составляет 0,688 (данные: Программа развития ООН).